# أحمد بن النعمان الكعبي
الشيخ أحمد بن النعمان الكعبي هو أول مبعوث عماني إلى الولايات المتحدة الأمريكية، أرسله السيد سعيد بن سلطان لتقوية العلاقات مع الولايات المتحدة ولشراء الأسلحة التي كان في حاجة إليها أثناء صراعه ضد الوجود البرتغالي في الموزمبيق، حيث أبحر على ظهر السفينة سلطانة عام 1840م متوجهة إلى ميناء نيويورك، وقد تولى قيادة هذه السفينة ربان بريطاني يدعى ويليام سليمان، وقد حمل الحاج أحمد بن النعمان هدية السيد سعيد للرئيس الأمريكي مارتن فان بيورين.

## ولادته
أحمد بن النعمان بن محسن بن عبد الله الكعبي البحراني، اختلف الذكر في تاريخ مولده، فقيل عام 1784م، وقيل 1789م، أما الشيخ صالح الشيباني البحراني فيذكر عام 1790م. وأنه ولد في البصرة، وتلقى تعليمه الابتدائي في الدين الإسلا‌مي فيها. ثم عمل كاتبًا لدى السيد سعيد بن سلطان بمسقط عام 1820م. ترقى بسبب اجتهاده، إذ تولى وزير الخارجية ووزير التجارة، وأخيرًا الوزير والسكرتير الأ‌ول للسيد سعيد بن سلطان.

## الهدايا المحملة إلى الرئيس الأمريكي
كانت الهدايا عبارة عن جوادين عربيين، وبعض الجواهر، وسيف مطّعم بالذهب، إلى جانب العطور، وقد أهدى الرئيس الأمريكي للسيد سعيد باخرة كبيرة مؤثثة بأثاث فاخر، إلى جانب أربعة مسدسات تلقائية الدوران، وبندقيتين تلقائيتي الدوران كذلك. وقد حملت السفينة سلطانة بعض البضائع التي بيعت في ميناء نيويورك لحساب السيد سعيد وهي التمور والسجاد الإيراني والصمغ والقرنفل وبعض جلود الحيوانات المجففة.